# Flex-Able
Flex-Able – album studyjny amerykańskiego gitarzysty Steve’a Vaia. Wydawnictwo ukazało się w styczniu 1984 roku nakładem wytwórni muzycznej Urantia Records. 

## Lista utworów
Opracowano na podstawie materiału źródłowego.
1. "Little Green Men" – 5:39
2. "Viv Woman" – 3:09
3. "Lovers Are Crazy" – 5:39
4. "Salamanders in the Sun" – 2:26
5. "The Boy-Girl Song" – 4:02
6. "The Attitude Song" – 3:23
7. "Call It Sleep" – 5:09
8. "Junkie" – 7:23
9. "Bill's Private Parts" – 0:16
10. "Next Stop Earth" – 0:34
11. "There's Something Dead in Here" – 3:46

| Reedycja |
| --- |
| 1. "Little Green Men" – 5:39 2. "Viv Woman" – 3:09 3. "Lovers Are Crazy" – 5:39 4. "Salamanders in the Sun" – 2:26 5. "The Boy-Girl Song" – 4:02 6. "The Attitude Song" – 3:23 7. "Call It Sleep" – 5:09 8. "Junkie" – 7:23 9. "Bill's Private Parts" – 0:16 10. "Next Stop Earth" – 0:34 11. "There's Something Dead in Here" – 3:46 12. "So Happy" – 2:44 13. "Bledsoe Bluvd" – 4:22 14. "Burnin' Down the Mountain" – 4:22 15. "Chronic Insomnia" – 2:05 |

## Twórcy
Opracowano na podstawie materiału źródłowego.
- Steve Vai – gitara (wszystkie utwory), gitara basowa (utwory 1, 2, 3, 5, 8), syntezatory (utwory 1, 3, 4, 11), programowanie perkusji (utwory 1, 3, 4, 11), sitar (utwór 4), pianino (utwór 3), wokal (utwory 1, 3), dzwonki (utwór 3), instrumenty perkusyjne (utwór 3), instrumenty klawiszowe (utwór 1), inżynieria dźwięku, produkcja muzyczna, miksowanie, oprawa graficzna
- Paul Lemcke – instrumenty klawiszowe (utwór 1)
- Pia Maiocco – wokal (utwór 2)
- Peggy Foster – bezprogowa gitara basowa (utwór 4)
- Irney Rantin – wokal wspierający (utwory 3, 8), wokal (utwory 1, 5)
- Ursula Rayven – wokal wspierający (utwory 3, 8), wokal (utwory 1, 5)
- Greg Degler – flet (utwory 1, 4), klarnet (utwór 4), saksofon (utwór 5)
- Bob Harris – trąbka (utwory 1, 2, 3, 5), wokal prowadzący (utwór 8)
- Chris Frazier – perkusja (utwory 2, 5, 6)
- Pete Zeldman – perkusja (utwór 7)
- Stu Hamm – wokal (utwór 1), wokal wspierający (utwór 8), gitara basowa (utwory 2, 6, 7)
- Larry Crane – dzwonki (utwory 1, 4, 8), ksylofon (utwór 1)
- Chad Wackerman – perkusja (utwór 8)
- Scott Collard – instrumenty klawiszowe (utwory 1, 8), Fender Rhodes (utwory 1, 7), syntezatory (utwór 1), syntezator prophet (utwór 1)-
- Billy James – perkusja, instrumenty perkusyjne (utwór 9)
- John Matousek – mastering
- Raul G. Gonzalez – oprawa graficzna